# Breže

Lega kraja v Atlasu okolja

Breže so obcestna vas v Občini Ribnica. Nahajajo se na blago vzpetem dolomitnem hrbtu v severnem delu Ribniškega polja. 
V »Malih Brežah« je ob ponikalnici Bistrici opuščena žaga. Po bližnjem umetnem prekopu odtekajo njene visoke vode proti kraški jami Tenteri vzhodno od Žlebiča.
V bližini ceste v Jurjevico je ob poti, ki vodi do cerkve sv. Križa, 14 kapelic križevega pota.
V vasi deluje športno-kulturno društvo.